# Xian de Xishui (Hubei)
Pour les articles homonymes, voir Xishui.
Le xian de Xishui (浠水县 ; pinyin : Xīshuǐ Xiàn) est un district administratif de la province du Hubei en Chine. Il est placé sous la juridiction de la ville-préfecture de Huanggang.
Le nom original de xishui (chinoise:浠水）etait (chinoise: 蘄水）, car le nom était similaire à qichuan（ chinoise: 蘄春）； le nom a changé en xishui en 1933.

## Démographie
La population du district était de 1 035 280 habitants en 1999.